# Agathocranaus innocens
Genre
Espèce
Agathocranaus innocens, unique représentant du genre Agathocranaus, est une espèce d'opilions laniatores de la famille des Cranaidae.

## Distribution
Cette espèce est endémique du Nord de l'Équateur.

## Description
La carapace du mâle holotype mesure 3,0 mm de long sur 4,2 mm.

## Publication originale
- Orrico & Kury, 2009 : « A cladistic analysis of the Stygnicranainae Roewer, 1913 (Arachnida, Opiliones, Cranaidae) – where do longipalp cranaids belong? » Zoological Journal of the Linnean Society, vol. 157, no 3, p. 470–494.